# 哈丽雅特·哈格曼
哈丽雅特·哈格曼（英語：Harriet Hageman，1962年10月18日—）是美国律师以及共和党籍的政治人物，于2022年美国怀俄明州联邦众议院选举中击败了利茲·切尼赢得了初选。她此前曾于2018年参加了怀俄明州州长选举，但在共和党初选中屈居第三，未能进入决选。

## 早年生活及教育
哈格曼出生并成长于怀俄明州的拉勒米堡，其父詹姆斯·哈格曼长期担任怀俄明州众议院议员。自拉勒米堡高中毕业后，她先后从怀俄明大学获得了理学学士以及法律博士学位。

## 政治生涯
哈格曼曾担任美国联邦第十巡回上诉法院法官詹姆斯·E·巴雷特的助理，此后便一直担任出庭律师。1997年，哈格曼代表怀俄明州出庭内布拉斯加州诉怀俄明州案，此案涉及到关于北普拉特河的一些争端。在此案中，哈格曼反对美国国家森林局提出的无路区域保护法。在2016年美国总统选举共和党初选期间，哈格曼支持得克萨斯州参议员泰德·克鲁兹，并对唐纳德·特朗普持批评态度。不过在特朗普赢得初选后又表示，她之前之所以反对特朗普完全是因为受到了他人的愚弄。
2018年，哈格曼参加了怀俄明州州长选举，但在共和党初选中位列马克·戈登以及福斯特·弗里斯之后屈居第三，未能进入决选。之后哈格曼于2020年至2021年间担任共和党全国委员会委员。

### 2022年美国众议院选举
2021年9月，哈格曼宣布参加2022年美国众议院选举，试图扳倒怀俄明州单一国会选区的现任共和党籍国会众议员利兹·切尼。此外，她还声称利兹·切尼“背叛了怀俄明州、背叛了国家还背叛了我”。她的声明发表后，获得了诸多共和党人的支持，其中包括前总统唐纳德·特朗普和众议院少数党领袖凯文·麦卡锡。除此之外，哈格曼还获得了特朗普政府几位工作人员的支持，其中包括比尔·斯蒂芬、贾斯汀·R·克拉克、蒂姆·默托等人。截止至2022年1月，共哈格曼筹集了100万美元的竞选资金。随后哈格曼于2022年8月16日以66.3%的得票率击败了利兹·切尼赢得了共和党初选。